# 송승용
송승용(宋昇容, 1972년 7월 23일, 전북특별자치도 정읍군 ~ )은 대한민국의 제12대 전라북도의원이자, 제11대 전주시의원었다.

## 학력
- 완산고등학교 졸업
- 전북대학교 재료공학 학사

## 경력
- 국회 김윤덕 의원실 보좌관
- 시민행동21 행정모니터 팀장
- 전북청소년단체협의회 기획부장
- 민주당 전북도당 전주시 갑 기획국장
- 평화사회복지관 운영위원
- 2018년 7월 1일 ~ 2022년 5월 2일 : 제11대 전라북도 전주시의회 의원
- 2018.07 ~ 2020.07 제11대 전라북도 전주시의회 전반기 복지환경위원회 위원
- 2018.07 ~ 2020.07 제11대 전라북도 전주시의회 전반기 예산결산특별위원회 위원
- 2020.07 ~ 2022.05 제11대 전라북도 전주시의회 후반기 의회운영위원회 위원
- 2020.07 ~ 2022.05 제11대 전라북도 전주시의회 후반기 복지환경위원회 위원
- 2020.07 ~ 2022.05 제11대 전라북도 전주시의회 후반기 예산결산특별위원회 위원장
- 2022.07 ~ 2023.11 제12대 전라북도의회 의원
- 2022.07 ~ 2023.11 제12대 전라북도의회 전반기 행정자치위원회 위원
- 2022.07 ~ 2023.11 제12대 전라북도의회 전반기 예산결산특별위원회 위원
- 2022.07 ~ 2023.11 제12대 전라북도의회 전북연구원장후보자인사청문회 위원

## 역대 선거 결과
|  | 16.18% |

|  | 0% |